# Langues en Équateur
La langue officielle de l’Équateur est l'espagnol, qui est langue maternelle de 78 % de la population du pays.
La Constitution de 2008 définit l'Équateur comme un État interculturel et plurinational : si l'espagnol est la langue officielle de la République, des nations d'origines sont reconnues, et le Quechua et le shuar ont un statut de langues de relations interculturelles.

## Langues par famille

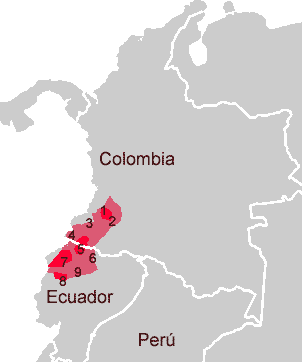
Langues barbacoanes
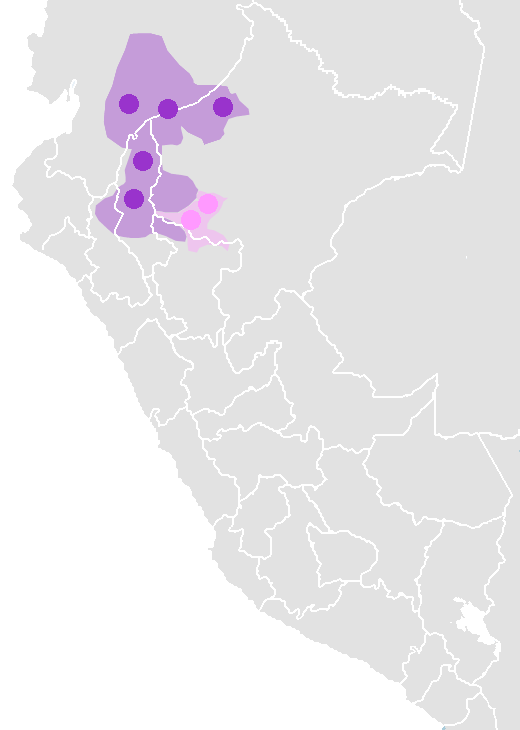
Langue jivaros
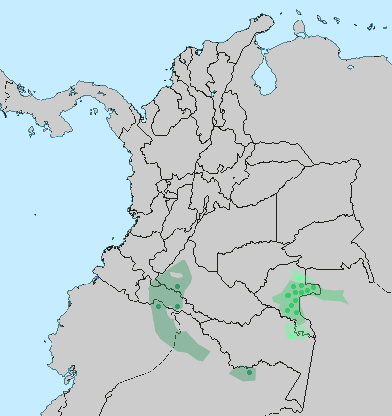
Langues tucanas
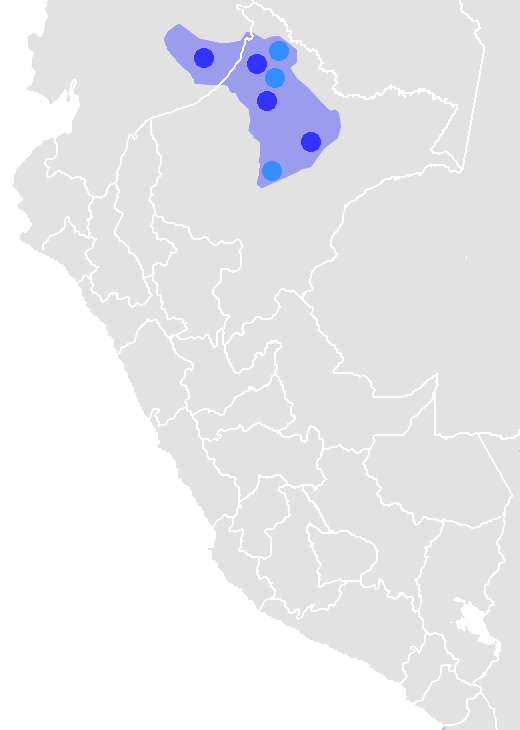
Langues zaparoanes

### Langues originaires d'Équateur
De nombreuses langues indigènes en équateur sont sévèrement menacées et le nombre de leurs locuteurs a rapidement diminu durant le XXe siècle. La liste suivante rescence les langues connues, les langues mortes sont marquées du symboles (†):
Langues barbacoanesawa pit, tsafiqui, cayapa, caranqui (†), pasto (†)
Langues cañar-puruhá (†)cañar (†), puruhá (†)
Langue jivaroshuar, achuar
quechuasQuechua
tucananasiona, secoya
Langues zaparoaneszápara
Langues isoléeshuaorani, cofán, esmeraldeño (†), panzaleo (†)

### Langues allochtones
Langues indo-européennesEspagnol, anglais, portugais, français
Langues sino-tibétainesChinois

### Langues des signes
Langue isoléeLangue des signes équatorienne